# Våglängdsmultiplexering
Våglängdsmultiplexering, förkortas WDM från engelskans Wavelength-Division Multiplexing, är en multiplexteknik för att skicka multipla individuella ljusvågor i samma fiberpar, detta ökar överföringskapaciteten i fiberoptiska transmissioner.
Med det alltjämt ökande behovet av transmissionskapacitet inom telekommunikation används flera samtidiga lasrar i en och samma optofiberlänk mellan två noder. Till exempel kan bandpassfilter användas för att separera de olika kanalerna. Vid våglängdsmultiplexering runt våglängdsområdet 1550 nm kan man lokalisera lasrar med en separation av 40-50 GHz, varje laser kan då överföra 10 Gbit/s utan att interferera med intilliggande laser. Då frekvens är inversen av våglängd så är tekniken för våglängdsmultiplexering likvärdig metoder för frekvensmultiplex. Termen våglängdsmultiplexering används därför ofta för optiska system, medan frekvensmultiplexering ofta används för radiosystem.
Olika typer av våglängdsmultiplexering används:
- Coarse Wavelength Division Multiplexing, CWDM, har 20 nm spacing mellan våglängderna i spektrumet, som sträcker sig från 1270 nm till 1610 nm, och klarar därför ett maximum av 18 separata ljusvågor på samma fiberoptiska media.
- Dense Wavelength Division Multiplexing, DWDM, använder ett mycket tätare spektrum med som tätast 50 GHz (0,4 nm) mellan våglängderna och sträcker sig mellan cirka 1525 nm till cirka 1575 nm. Detta kräver stabilare lasrar med temperaturstabilisering och avancerade tekniker för felkorrigering (FEC). I dagsläget finns lasrar i produktion som kan överföra upp till 100 Gbit/s per våglängd i spektrumet vilket ger en maxkapacitet på 9,6 Terabit per sekund på samma fiberpar.